# Campeonato Venezolano de Clubes de Rugby 2023
El Campeonato Nacional de Clubes 2023 es una edición del Campeonato Nacional de Clubes de rugby 15 masculino en Venezuela. Es organizado por la Federación Venezolana de Rugby. Proyecto Alcatraz Rugby Club obtuvo su séptimo título al derrotar en la final a UCAB.

## Primera fase
En la primera fase, los 6 clubes participantes son divididos en 2 grupos. Los equipos juegan una ronda clasificatoria de todos contra todos, dentro de cada grupo.
El sistema de puntuación para cada partido fue el siguiente.
- Se otorgaron cuatro puntos por partido ganado.
- Dos puntos por empate
- Ningún punto para el perdedor
- Un punto extra por anotar cuatro o más tries.
- Un punto extra por perder por siete puntos o menos.
- Si empatan en puntos, se tomará en cuenta el partido entre sí

### Grupo A
| Equipo   | Ciudad       |
| -------- | ------------ |
| CRUM     | Caracas      |
| Alcatraz | El Consejo   |
| Nómadas  | Puerto Ordaz |

| Posición | Selección | Partidos | Partidos | Partidos  | Partidos | Tantos  | Tantos    | Tantos     | Puntos extra | Puntos |
| Posición | Selección | jugados  | ganados  | empatados | perdidos | a favor | en contra | diferencia | Puntos extra | Puntos |
| -------- | --------- | -------- | -------- | --------- | -------- | ------- | --------- | ---------- | ------------ | ------ |
| 1.       | Alcatraz  | 2        | 2        | 0         | 0        | 105     | 0         | +105       | 2            | 10     |
| 2.       | CRUM      | 2        | 1        | 0         | 1        | 15      | 60        | -45        | 0            | 4      |
| 3.       | Nómadas   | 2        | 0        | 0         | 2        | 5       | 65        | -60        | 0            | 0      |

| 12 de agosto 9:25 | Alcatraz | 55 - 0 | CRUM | Hacienda Santa Teresa, El Consejo |  |

| 12 de agosto 12:30 | CRUM | 15 - 5 | Nómadas | Hacienda Santa Teresa, El Consejo |  |

| 12 de agosto 15:35 | Nómadas | 0 - 50 | Alcatraz | Hacienda Santa Teresa, El Consejo |  |

### Grupo B
| Equipo   | Ciudad    |
| -------- | --------- |
| UCAB     | Caracas   |
| UCV RC   | Caracas   |
| Zulia RC | Maracaibo |

| Posición | Selección | Partidos | Partidos | Partidos  | Partidos | Tantos  | Tantos    | Tantos     | Puntos extra | Puntos |
| Posición | Selección | jugados  | ganados  | empatados | perdidos | a favor | en contra | diferencia | Puntos extra | Puntos |
| -------- | --------- | -------- | -------- | --------- | -------- | ------- | --------- | ---------- | ------------ | ------ |
| 1.       | UCAB      | 2        | 1        | 1         | 0        | 60      | 15        | +45        | 1            | 7      |
| 2.       | UCV RC    | 2        | 1        | 1         | 0        | 31      | 22        | 9          | 0            | 6      |
| 3.       | Zulia RC  | 2        | 0        | 0         | 2        | 17      | 71        | -54        | 0            | 0      |

| 12 de agosto 10:20 | UCAB | 10 - 10 | UCV RC | Hacienda Santa Teresa, El Consejo |  |

| 12 de agosto 13:25 | UCV RC | 21 - 12 | Zulia RC | Hacienda Santa Teresa, El Consejo |  |

| 12 de agosto 16:30 | Zulia RC | 5 - 50 | UCAB | Hacienda Santa Teresa, El Consejo |  |

## Ronda Final
|  | Semifinales | Semifinales | Semifinales |      |          | Final        | Final        | Final        |  |
|  |             |             |             |      |          |              |              |              |  |
|  |             |             |             |      |          |              |              |              |  |
|  | 1A          | Alcatraz    | 36          |      |          |              |              |              |  |
|  | 1A          | Alcatraz    | 36          |      |          |              |              |              |  |
|  | 2B          | UCV RC      | 0           |      |          |              |              |              |  |
|  | 2B          | UCV RC      | 0           |      | Alcatraz | Alcatraz     | 64           |              |  |
|  |             |             |             |      | Alcatraz | Alcatraz     | 64           |              |  |
|  |             |             | UCAB        | UCAB | 0        |              |              |              |  |
|  | 1B          | UCAB        | UCAB        | UCAB | 0        | 36           |              |              |  |
|  | 1B          | UCAB        |             |      |          | 36           |              |              |  |
|  | 2A          | CRUM        | 5           |      |          | Tercer lugar | Tercer lugar | Tercer lugar |  |
|  | 2A          | CRUM        | 5           |      |          | Tercer lugar | Tercer lugar | Tercer lugar |  |
|  |             |             |             |      |          |              |              |              |  |
|  |             |             |             |      |          | UCV RC       | UCV RC       | 22           |  |
|  |             |             |             |      |          | UCV RC       | UCV RC       | 22           |  |
|  |             |             |             |      |          | CRUM         | CRUM         | 19           |  |
|  |             |             |             |      |          | CRUM         | CRUM         | 19           |  |
|  |             |             |             |      |          |              |              |              |  |

### Semifinales
| 13 de agosto 9:50 | Alcatraz | 36 - 5 | UCV RC | Hacienda Santa Teresa, El Consejo |  |

| 13 de agosto 10:45 | UCAB | 14 - 13 | CRUM | Hacienda Santa Teresa, El Consejo |  |

### Quinto Lugar
| 13 de agosto 10:45 | Nómadas | 17 - 22 | Zulia RC | Hacienda Santa Teresa, El Consejo |  |

### Tercer Lugar
| 13 de agosto 10:45 | UCV RC | 22 - 19 | CRUM | Hacienda Santa Teresa, El Consejo |  |

### Final
| 13 de agosto 10:45 | Alcatraz | 64 - 0 | UCAB | Hacienda Santa Teresa, El Consejo |  |

| Campeón Proyecto Alcatraz Rugby Club |
| Séptimo título                       |